# Johann Albert Fabricius

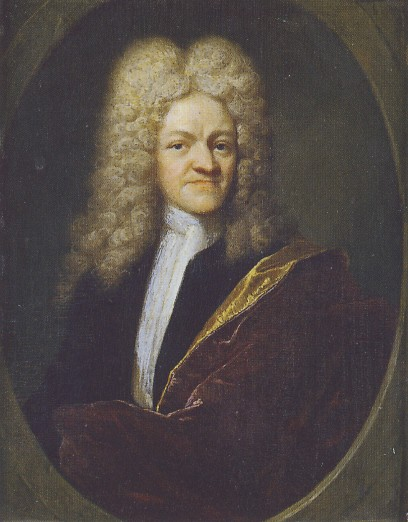
Johann Albert Fabricius.

Johann Albert Fabricius, född den 11 november 1668 i Leipzig, död den 30 april 1736, var en tysk lärd.
Fabricius, som var professor i vältalighet vid akademiska gymnasiet i Hamburg, var en av sin tids lärdaste och produktivaste filologer samt en av de första klassiska litteraturhistorikerna. Bland hans många skrifter kan nämnas Bibliotheca latina (1697; på nytt utgiven av Ernesti 1773–1774), Bibliotheca græca (1705–1728; fortsatt och utgiven i ny upplaga av Harless, 1790–1809), Bibliotheca latina medice et infimæ æetatis (1734–1736; fortsatt av Schöttgen, 1746; ny upplaga 1754), en framställning av medeltidens latinska litteratur, Bibliographia antiquaria (1713; 3:e upplagan av Schaffshausen 1760) och Bibliotheca ecclesiastica (1718).